# Lekanesphaera levii
Lekanesphaera levii là một loài chân đều trong họ Sphaeromatidae. Loài này được Argano & Ponticelli miêu tả khoa học năm 1981.